# Веяно
Веяно (итал. Vejano) — коммуна в Италии, располагается в регионе Лацио, в провинции Витербо.
Население составляет 2297 человек (2008 г.), плотность населения составляет 52 чел./км². Занимает площадь 44 км². Почтовый индекс — 1010. Телефонный код — 0761.
Покровителем коммуны почитается святой Sant’Orsio, празднование 29 января.

## Демография
Динамика населения:

## Администрация коммуны
- Официальный сайт: http://www.comune.vejano.vt.it/